# كانوبوس (أسطورة)

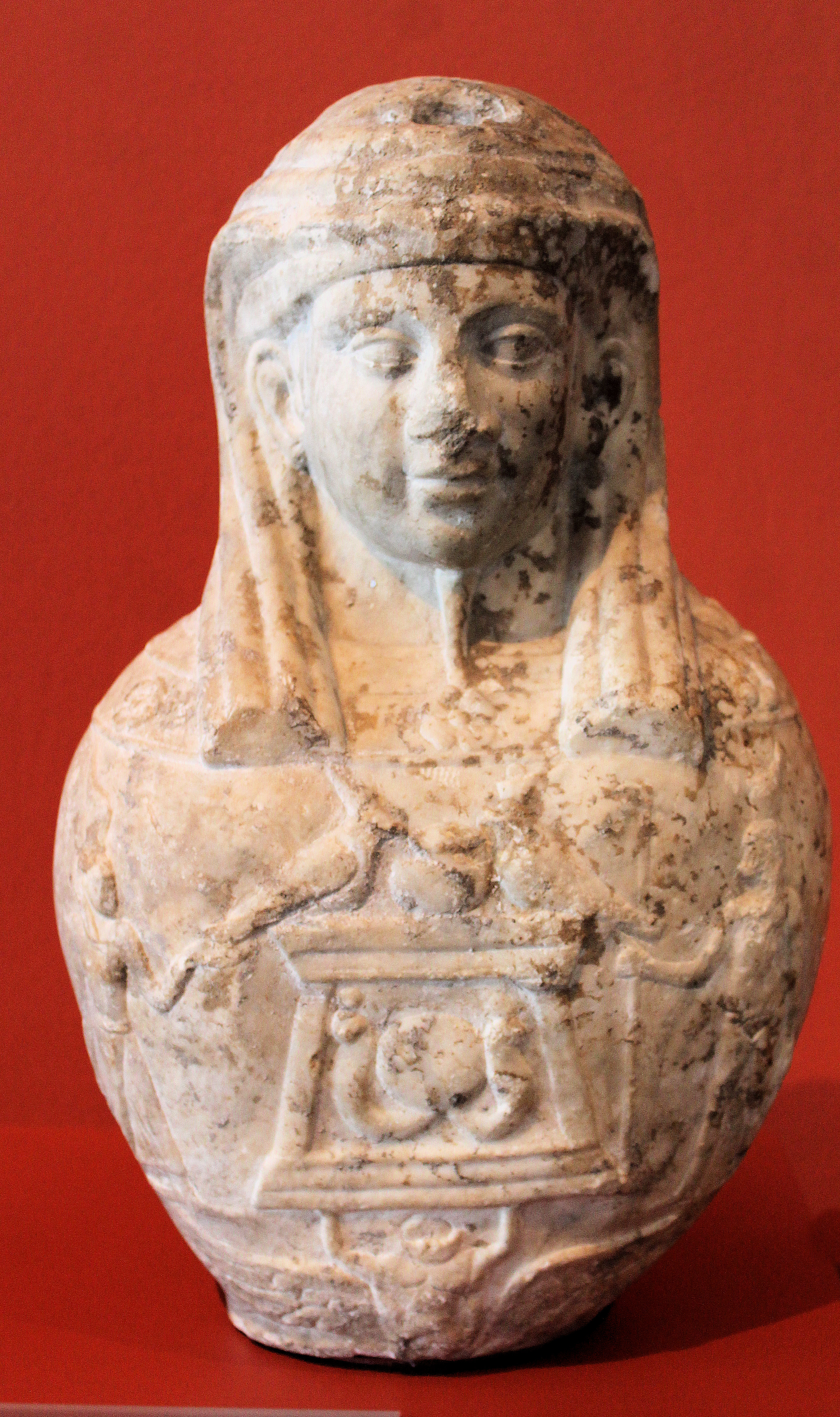

كانوبوس هو شخصية أسطورية إغريقية، كان بحارًا لسفينة الملك مينلاوس ملك إسبرطة أثناء حرب طروادة. كان ـ كما تقول الأسطورة ـ شابًا وسيمًا، فأحبته النبية المصرية ثيونوي، غير أنه لم يبادلها الحب. مات ـ وفقًا للأسطورة ـ أثناء زيارته سواحل مصر، بعدما لدغته أفعى، فأقام سيده نصبًا لذكراه عند مصر النيل، نشأت حوله لاحقًا مدينة كانوب.
في اللغات الغربية، يسمى ألمع نجوم برج القاعدة باسم كانوبوس، وهو النجم الذي يسمى في علم الفلك العربي سهيلًا.